# AS Pélican
El AS Pélican es un equipo de fútbol de Gabón que juega en la Primera División de Gabón, la primera categoría de fútbol en el país.

## Historia
Fue fundado en el año 1981 en la ciudad de Lambaréné, la capital de Moyen-Ogooué y su primer logro importante llegó en 2011 al llegar a la final de la Copa de Gabón que perdió ante el AS Mangasport 0-1.
En 2019 es subcampeón de la Primera División de Gabón, lo que le dio la clasificación a la Copa Confederación de la CAF 2019-20, su primer torneo internacional, donde fue eliminado en la primera ronda por el Enugu Rangers de Nigeria.

## Participación en competiciones de la CAF
| Temporada | Torneo                       | Ronda      | Club             | Casa | Visita | Global      |
| --------- | ---------------------------- | ---------- | ---------------- | ---- | ------ | ----------- |
| 2019/20   | Copa Confederación de la CAF | Preliminar | AS Maniema Union | 1-1  | 1-1    | 2-2 (4-1 p) |
| 2019/20   | Copa Confederación de la CAF | 1          | Enugu Rangers    | 2-1  | 1-3    | 3-4         |